# Mordellistena intersecta
Mordellistena intersecta là một loài bọ cánh cứng trong họ Mordellidae. Loài này được Emery miêu tả khoa học năm 1876.